# بايزيد (كاني سور)
بایزید (بالفارسية: بایزید) هي منطقة سكنية تقع في إيران في قسم کاني سور الريفي. يقدر عدد سكانها بـ 91 نسمة .